# 丹内祐次
丹内 祐次（たんない ゆうじ、1985年11月5日 - ）は、JRA・美浦トレーニングセンター所属の騎手。

## 人物
1985年北海道函館市出生。実家の近くに函館競馬場があり、登校途中に調教を見学するうちに競馬に興味を持ち始め、中2の頃には騎手になることを決心したという。
2004年第20期生として競馬学校騎手課程を卒業。美浦・清水美波 (以下"清水")厩舎所属騎手としてデビュー。同期には川田将雅、藤岡佑介、吉田隼人、津村明秀らがいる。1年目は8勝という成績に終わるも、師匠である清水のサポートもあり、翌2005年には勝ち星を27勝にまで伸ばし特別戦勝利も達成。新潟2歳ステークスにて重賞初騎乗を記録し、
年末の朝日杯フューチュリティステークス・スロクハイネスにてGI初騎乗の予定だったが、跛行に因る出走取消という不運に見舞われた。
そして2006年、この年も順調に勝利を積み重ねていたが8月19日の新潟競馬6Rでホーネットアーミーに騎乗、競走中に前にいた馬が故障を発症し落馬した際、足元をすくわれ転倒落馬、右上腕骨骨折の重傷を負う。この時丹内は「余りの痛さに折れていることがすぐにわかった」という。全治3か月と診断されたが、4か月経っても消えない痛みを押して調教を再開。しかし無理が祟り再手術を要するほどに患部を痛めてしまう。手術は「腰の骨を腕に移植して、プレートとピンを2本入れる」という大がかりなものとなり、レース復帰は2007年6月までずれこんだ。
しかし休養の間に減量期間が終了し騎乗依頼が減少、また長く実戦から離れレース勘を失ったこと。さらに翌2008年には体内のピン破損に因る右肩痛を発症、手術のために休養に入るなど多くの影響で復帰後の成績は低迷、2年連続で勝利数1桁に終わった。一時は引退も考えたが清水や岡田繁幸らのサポートもあり、2010年には騎乗数・勝利数をともに伸ばし特別戦9勝を含む20勝をマーク。その後もマイネル・コスモ軍団のビッグレッドファームやサラブレッドクラブ・ラフィアン所有馬へ主戦級で騎乗を増やしながら、2005年の朝日杯出走馬取消後、GIへの騎乗を果たせずにいたが、2011年の天皇賞（春）でコスモメドウに騎乗し、6年越しでGI初騎乗。しかし2周目最後の直線で競走中止し、コスモメドウは予後不良となってしまう不運に見舞われた。
2011年6月19日、函館5Rでコスモメガトロンに騎乗し1着となり、現役86人目となるJRA通算100勝を2778戦目で達成した。
2014年2月永く丹内を支えてきた清水が定年により勇退。それに伴いフリー騎手となったが、勝ち鞍を積み続け、翌2015年佐賀記念をマイネルクロップで制し重賞（ダートグレード競走）初勝利をあげると、翌月には同馬でマーチステークスを勝ち、中央競馬重賞初制覇も達成した。
2015年11月8日、福島9Rでウインアキレアに騎乗して1着となり、現役57人目となるJRA通算200勝を5137戦目で達成。
2016年、マイネルミラノに騎乗して函館記念を勝利し、念願の地元での重賞制覇を飾った。
2020年5月17日、新潟9Rでベルジュネスに騎乗して1着となり、現役50人目となるJRA通算300勝を7846戦目で達成。
2022年8月21日、札幌3Rでマイネルキングに騎乗して1着となり、現役44人目となるJRA通算400勝を9591戦目で達成。
2023年3月11日、中山7Rでマイネルカンパーナに騎乗し、史上49人目、現役33人目となるJRA通算10000回騎乗を達成した。
2024年4月27日、新潟5Rでマイネルオーシャンに騎乗して1着となり、現役33人目となるJRA通算500勝を1万984戦目で達成した。同年5月4日、新潟3Rでランスロットに騎乗し、史上45人目、現役25人目となるJRA通算1万1000回騎乗を達成した。この年の重賞勝利はクイーンステークスのみであるが、年間70勝を挙げ美浦ではリーディング4位に入った。
2025年5月25日、東京7Rでズイウンゴサイに騎乗して、史上40人目、現役では23人目となるJRA通算1万2000回騎乗を達成した。同年7月19日、函館3Rでアルデツヨシに騎乗し1着となり、通算1万2144戦目で史上83人目、現役では29人目となるJRA通算600勝を地元函館で達成した。

## 騎乗成績
- JRA公式[21]・netkeiba[22]・地方競馬予想のウマニティ[23]より

|            | 日付          | 競馬場・開催  | 競走名            | 馬名               | 頭数 | 人気 | 着順 |
| ---------- | ------------- | ------------- | ----------------- | ------------------ | ---- | ---- | ---- |
| 初騎乗     | 2004年3月6日  | 1回中京1日5R  | 4歳上500万円以下  | ディヴァインリー   | 16頭 | 13   | 12着 |
| 初勝利     | 2004年4月10日 | 1回福島3日2R  | 3歳未勝利         | スピードタイガー   | 11頭 | 1    | 1着  |
| 重賞初騎乗 | 2005年9月4日  | 3回新潟8日11R | 新潟2歳ステークス | マイネルグリッツァ | 18頭 | 9    | 10着 |
| 重賞初勝利 | 2015年2月10日 | 佐賀10R       | 佐賀記念          | マイネルクロップ   | 12頭 | 1    | 1着  |
| GI初騎乗   | 2011年5月1日  | 3回京都4日11R | 天皇賞（春）      | コスモメドウ       | 18頭 | 10   | 中止 |

| 年度   | 1着 | 2着 | 3着 | 騎乗数 | 勝率 | 連対率 | 複勝率 |
| ------ | --- | --- | --- | ------ | ---- | ------ | ------ |
| 2004年 | 8   | 15  | 10  | 250    | .032 | .092   | .132   |
| 2005年 | 27  | 22  | 36  | 584    | .046 | .084   | .146   |
| 2006年 | 11  | 11  | 21  | 319    | .034 | .069   | .135   |
| 2007年 | 11  | 11  | 19  | 272    | .040 | .081   | .151   |
| 2008年 | 3   | 2   | 8   | 211    | .014 | .024   | .062   |
| 2009年 | 8   | 12  | 11  | 365    | .022 | .055   | .085   |
| 2010年 | 20  | 11  | 34  | 525    | .038 | .059   | .124   |
| 2011年 | 32  | 63  | 51  | 617    | .052 | .154   | .237   |
| 2012年 | 19  | 32  | 34  | 534    | .036 | .096   | .159   |
| 2013年 | 16  | 43  | 37  | 571    | .028 | .103   | .168   |
| 2014年 | 22  | 21  | 18  | 421    | .052 | .102   | .145   |
| 2015年 | 25  | 35  | 29  | 540    | .046 | .111   | .165   |
| 2016年 | 20  | 26  | 30  | 526    | .038 | .087   | .144   |
| 2017年 | 28  | 36  | 35  | 572    | .049 | .112   | .173   |
| 2018年 | 12  | 22  | 31  | 595    | .020 | .057   | .109   |
| 2019年 | 27  | 46  | 49  | 656    | .041 | .111   | .186   |
| 2020年 | 29  | 41  | 54  | 720    | .040 | .097   | .172   |
| 2021年 | 38  | 66  | 67  | 755    | .050 | .138   | .226   |
| 2022年 | 64  | 74  | 70  | 804    | .080 | .172   | .259   |
| 2023年 | 53  | 86  | 75  | 862    | .061 | .161   | .248   |
| 2024年 | 70  | 83  | 88  | 911    | .077 | .168   | .265   |
| 2025年 | 37  | 30  | 32  | 304    | .122 | .220   | .326   |
| 中央   | 580 | 788 | 839 | 11914  | .049 | .115   | .185   |
| 地方   | 61  | 71  | 82  | 835    | .073 | .158   | .256   |

### 表彰
- フェアプレー賞（関東）（2023年）

## 主な騎乗馬
- JRA重賞出典[24]/NAR重賞出典[10]

- マイネルクロップ （2015年佐賀記念、マーチステークス)
- マイネルミラノ （2016年函館記念）
- リンゴアメ （2020年函館2歳ステークス）
- ウインキートス（2021年目黒記念）
- フルデプスリーダー（2022年エルムステークス）[25]
- コガネノソラ（2024年クイーンステークス）
- フェアエールング（2025年小倉牝馬ステークス）
- エイヨーアメジスト（2025年たんぽぽ賞）
- ロングラン（2025年小倉大賞典）
- マイネルエンペラー（2025年日経賞）

### その他
- コスモキュランダ（2025年大阪杯8着）